# Cabana Maiana
La Cabana Maiana è un bivacco alpino che si trova nella Parrocchia di Escaldes-Engordany a 2.375 m d'altezza.